# Стеван Алексич
Стеван Алексич (23 грудня 1876 року — 2 листопада 1923 року) — сербський художник, який народився в Австро-Угорщині, особливо відомий серією автопортретів, датованих 1895—1922 роками.

## Біографія
Стеван Алексич народився 23 грудня 1876 року в Араді, сучасна Румунія, в родині художників. Його батько Душан і дід Нікола були художниками. Початкову школу закінчив в Араді, де перші уроки живопису отримав у батька. У 1895 році він переїхав до Мюнхена, де навчався в Академії образотворчих мистецтв у класі Миколи Гізіса. Коли батько помер, у 1900 році, він вирішив кинути навчання та переїхати до Модоша (сьогоднішнє село Яша Томіч, у Воєводині, північна Сербія). Там він побудував будинок та одружився з місцевою вчителькою Стефанією Лукіч у 1905 році. Решту життя він прожив у Модоші та працював художником. Помер 2 листопада 1923 року.

## Твори

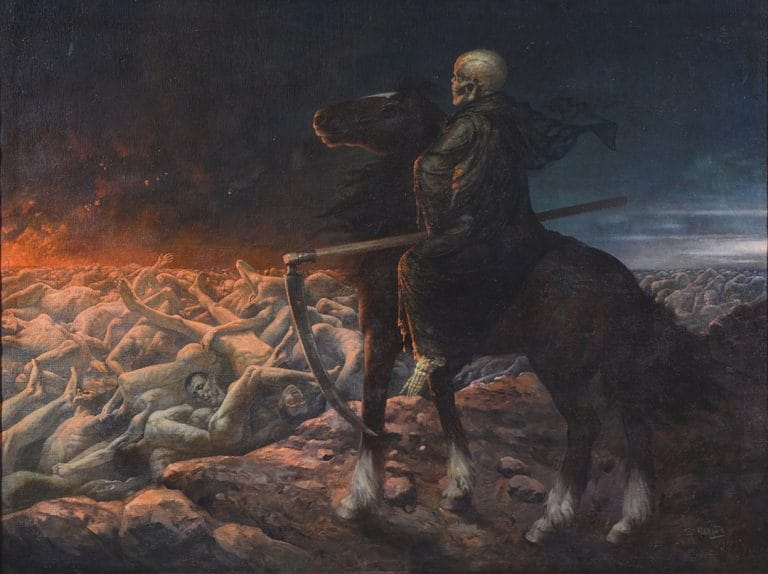
Жнець, галерея Matica Srpska, Новий Сад

Стеван Алексич створив близько 230 полотняних картин, прикрасив понад 20 церков 100 іконами та кількома настінними фресками, зробив 60 ескізів та малюнків.
З початку кар'єри Алексич займався оздобленням церков; умів робити монументальні композиції з релігійним чи історичним контекстом і прикрасив низку сакральних об'єктів навколо Воєводина. Водночас у першому десятилітті 20 століття працював портретистом.
Однією з найвизначніших робіт Алексича є «Веселий народ Банату». Він виставив його на 4-й югославській виставці мистецтв у Белграді в 1912 році, але отримав багато негативної критики. Після цього фіаско Алексич більше ніколи не виставлявся у Белграді і залишався маргінальною фігурою на мистецькій сцені Белграда протягом наступних півстоліття.
Навіть після провалу «Веселого народу Банату» Алексич продовжував досліджувати і варіювати мотив. У 1922 році, за рік до смерті, він зробив свою останню версію картини, написавши себе на полотні і таким чином став одним з учасників святкової атмосфери.
Серед найвідоміших його робіт — серія автопортретів, створених між 1895 і 1922 роками. Це найбільша така серія в сербському живописі і може використовуватися для відстеження його художнього, розумового та фізичного розвитку.
Найбільшу колекцію картин Алексича можна побачити в галереї Matica Srpska в Новому Саді, тоді як Національний музей Сербії та Національний музей у Зреняніні також мають великі колекції.

## Критика
Алексича часто критикували як епігона, маргінального художника та анахронічного художника. Його фреску «Розп'яття», написана на фасаді церкви Саборна в Сремських Карловцях, протоієрей Йован Єреміч описав як «копію, зроблену за традицією західної церкви»; однак багато його сучасників високо оцінили фреску за її яскравість і виразність.
Васа Поморішац, студент і колега Алексича, писав: "Живучи в маленькому селі з усіма дрібними цінностями такої громади, його дух не міг досягти високих висот. Він залишався далеко від цього великого руху очищення, маючи болісний відтінок у душі, бо він ніколи не досяг самореалізації "

## Галерея

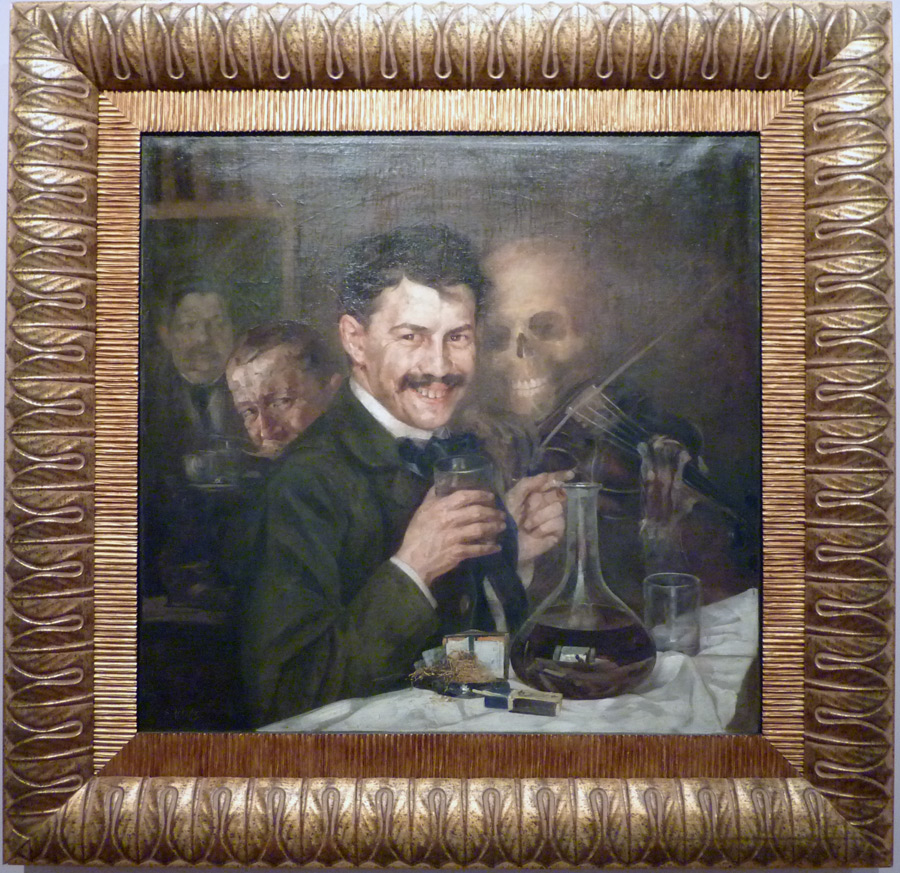
Автопортрет у пабі, галерея Matica Srpska, Новий Сад
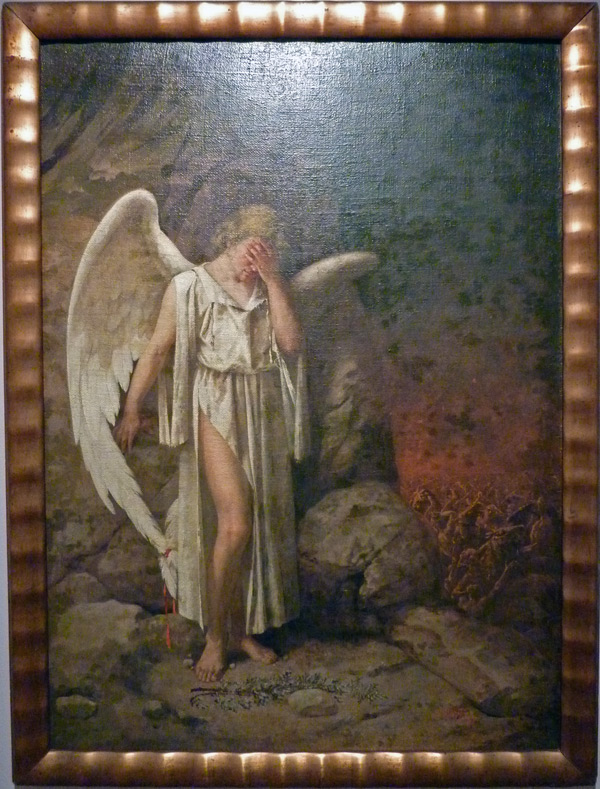
Ангел, галерея Matica Srpska, Новий Сад
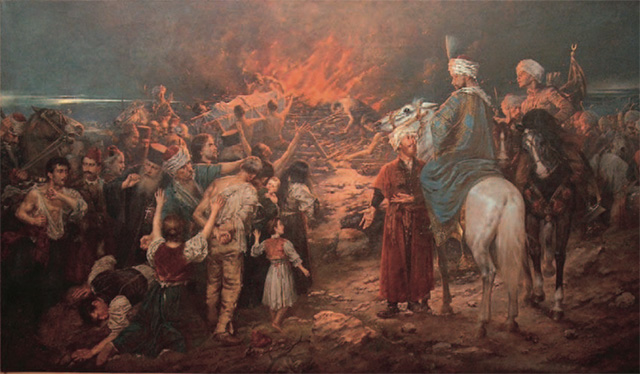
"Спалення мощей святого Сави" (1912)
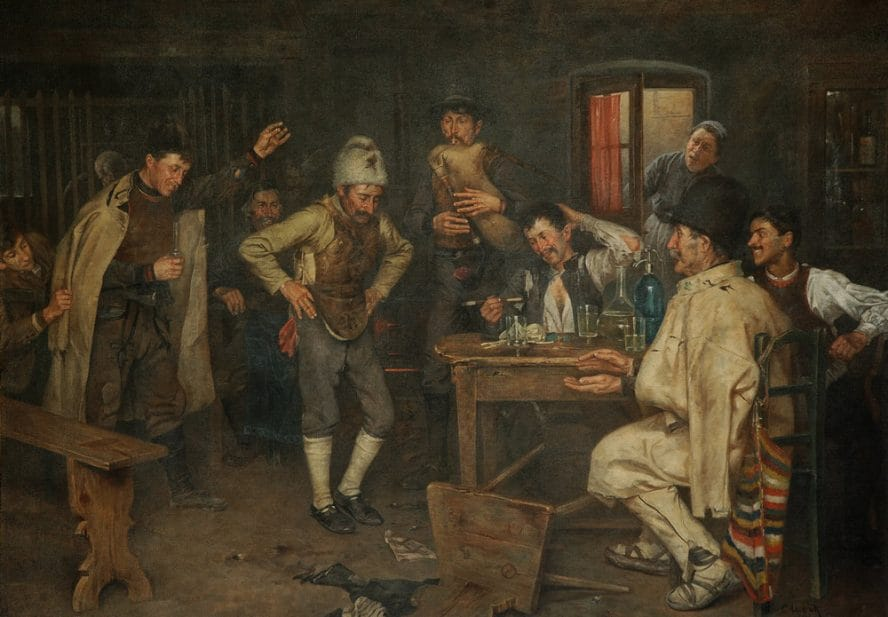
Щасливі банати (1911)